# Утва 66
Утва 66 и Утва 66Х је авион четворосед, са клипним мотором, који припада класи  STOL авиона. Пројектовала га је и произвела Фабрика авиона из Панчева (бивша СФРЈ, данас Србија). Утва-66 је војни авион који се користио за обуку и тренажу пилота, обуку падобранаца, везу, извиђање, санитет, цивилне верзије су коришћене као санитет, спасилачки, пољопривредни и авион за спорт.

## Пројектовање и развој
Фабрика авиона Утва из Панчева је 1965. године понудила Команди ратног ваздухопловства да изврши реконструкцију свог цивилног авиона Утва 60 и прилагоди га војним потребама, у циљу замене авиона Икарус Курир. РВ и ПВО је требало да одлучи коју погонску групу изабрати за овај авион а остало би био посао Утве. Авион је добио радни назив "Утва 66 V" (ознака V је значила војну апликацију). После извесног времена прихваћена је понуда Утве, дефинисани су ТТЗ (тактичко технички захтеви), потписан уговор између Војске и Утве и послови пројектовања су могли да почну.
За носиоце овог пројекта одређени су у Утви инжењери Бранислав Николић, Мирко Дабиновић и Смиљан Цотић, који су и на претходним пројектима представљали пројектантски тим. Овом тиму су у зависности од решавања конкретних проблема били придодавани остали сарадници како из Утве тако и спољни сарадници.
На основу прикупљених извештаја о испитивању авиона Утва 60 као и искуства и примедбе корисника ових авиона и на бази тога и имајући у виду одређену погонску групу приступило се реконструкцији авиона Утва 60, т.ј. пројектовању новог авиона "Утва 66 V".
Први протопип био је завршен до краја 1966. године. Први пробни лет је обављен 2. децембра 1966. године и обавио га је пробни пилот Иван Чрњарић. Након детаљних испитивања прототипа и повољних оцена 1968. године почела је серијска производња и испорука авиона Утва 66 Југословенском ратном ваздухопловству.

## Технички опис
Верзија авиона је била предвиђена за слетање на неприпремљене терене, а његовим особинама доприносили су уграђена преткрилца и закрилца. Пилотска кабина опремљена је дуплим командама лета. Померањем предњег десног и задњих седишта (амбулантна верзија) у авион су се могла сместити два носила са повређеним особама. Уместо пловака за слетање на воду, на стајни трап су се могле монтирати скије или точкови. Израђено је око 130 Утва-66 авиона. Последњи су повучени из војне службе 1999. године.
Труп авиона Утва 66 је металне семи-монокок конструкције. Кабина је пространа и омогућава добру видљивост.  У њу су се комотно могле сместити четири одрасле особе (пилот и три путника).
Авиони Утва 66 (V-51) и хидро авион Утва 66H (V-52) су били опремљени шестоцилиндричним ваздухом хлађеним боксер мотором америчке производње Lycoming GSO-480 B1A6  снаге 340 KS. Сви авиони су имали трокраку вучну елису променљивог корака америчког произвођача Hartzell HC.
Авион је висококрилац тако да је крило уједно и било кров кабине, оно је са обе стране било подупрто са танком упорницом. Аеропрофил крила је био NACA 4412. Крило је правоугаоно до упорница а онда до крајева крила трапезастог облика. На правоугаоном делу крила, на излазној ивици крила су угрђена закрилца а на трапезастом делу излазне ивице крила су уграђена крилца док су на нападној ивици крила постављена предкрилца која су по дужини иста као и крилца. У правоугаоном делу крила између две рамењаче су смештена два резервоара за гориво.
Хоризонтални и вертикални стабилизатори су трапезастог облика, имају по једну рамењачу и неколико уздужница. Све репне површине су израђене од метала. Кормило висине и правца су обложене таласастим лимом.
Стајни трап авиона је класичан фискан, са две слободно носеће предње ноге, а испод репа авиона налази се трећи точак. Све три ноге авиона су неувлачеће. На свим ногама су се налазили точкови са нископритисним (балонским) гумама, а на предњим точковима су уграђене хидрауличне кочнице. Код хидроавиона овог типа, уместо стајног трапа на авион је монтиран пар пловака властите конструкције са депласманом од 1.600 литара сваки. Монтажа пловака уместо класичног стајног трапа са точковима траје око два сата.

## Варијанте авиона Утва-66
- Утва-66 – серијски модел
- Утва-66АМ – санитет
- Утва-66Х – хидроавион
- Утва-66В – војна верзија авиона
- Утва-66АГ – пољопривредни авион

## Корисници
| - Југославија - Србија - Француска - Канада - Сједињене Државе - Мађарска | - Ирска - Уједињено Краљевство - Хрватска - Словенија - Северна Македонија - Босна и Херцеговина |

## Оперативно коришћење
Коришћење авиона Утва 66 је почело у Ратном ваздухопловству 1968. године а његова хидро верзија Утва 66Н у Ратној морнарици од 1972 године. Шест примерака су били хидроавиони а остали су били конвенционални са стајним трапом и точковима. Овај авион је у Југословенском ратном ваздухопловству наследио чувену "Роду" (Fi 156 Рода) и Икарусов "Курир". Сви произведени авиони су се искључиво користили као војни авиони за извиђање, везу, лаки транспортни авион, обуку пилота и тренажу активних официра-пилота и дејству по земаљским циљевима, за обуку падобранаца, вучу једрилица. Распадом Југославије многи од ових авиона након 28 година је постао вишак па су расходовани и избачени из војне употребе.  Део ових авиона су купила домаћа приватна лица а део је извезен у иностранство. Тако су ови авиони доспели у Мађарску, Француску, Ирску, Канаду, Велику Британију и САД, као и бивше републике Југославије, и на тај начин се светска ваздухопловна јавност упознала са квалитетима овог авиона. Ови авиони данас лете широм света, добро се котирају а јавила се и идеја да се покрене поново производња ових авиона за потребе спортско рекреативних активности.